# Toda od Ribagorze
Gospa Toda od Ribagorze (šp. Toda de Ribagorza) bila je španjolska plemkinja, grofica vladarica Ribagorze te grofica supruga Pallarsa.

## Biografija
Toda (ili Tota) bila je španjolska plemkinja, kći grofa Ramóna II. od Ribagorze te rođakinja kraljeva Pamplone.
Njezina je majka bila grofica Gersenda od Armagnaca, kći grofa Vilima Garcíje od Armagnaca (ili Fezensaca).
Toda je imala sestru Avu i nekoliko braće te je naslijedila jednog brata 1003.
Kako bi sklopila politički savez, Toda je postala supruga grofa Suñera I. (Sunyer) od Pallarsa.
Todin nećak je bio grof Kastilje Sančo García, sin gospe Ave, Todine sestre; Todin drugi nećak je bio sin njezina brata, plemić Vilim Isárnez.
1010. Toda je abdicirala u korist Vilima i nećakinje Mayor od Ribagorze.
| Prethodnik:         | Grofica Ribagorze | Nasljednik:                                                   |
| Isarno de Ribagorza | Grofica Ribagorze | Vilim Isárnez Mayor od Ribagorze Ramón III. od Pallarsa Jusse |